# Lista chorążych reprezentacji Kanady na igrzyskach olimpijskich
Lista chorążych reprezentacji Kanady na igrzyskach olimpijskich – lista zawodników i zawodniczek reprezentacji Kanady, którzy podczas ceremonii otwarcia nowożytnych igrzysk olimpijskich nieśli flagę Kanady.

## Chronologiczna lista chorążych
| Lp. | Rok i miejsce           | Chorąży                   | Dyscyplina                       |
| --- | ----------------------- | ------------------------- | -------------------------------- |
| 1   | 1900, Paryż             | b.d.                      |                                  |
| 2   | 1904, Saint Louis       | b.d.                      |                                  |
| 3   | 1908, Londyn            | Ed Archibald              | Lekkoatletyka                    |
| 4   | 1912, Sztokholm         | Duncan Gillis             | Lekkoatletyka                    |
| 5   | 1920, Antwerpia         | Archie McDiarmid          | Lekkoatletyka                    |
| 6   | 1924, Charnonix         | Ernie Collett             | Hokej na lodzie                  |
| 7   | 1924, Paryż             | Hec Phillips              | Lekkoatletyka                    |
| 8   | 1928, Sankt Moritz      | Jack Porter               | Hokej na lodzie                  |
| 9   | 1928, Amsterdam         | Joe Wright Jr.            | Wioślarstwo                      |
| 10  | 1932, Lake Placid       | Hack Simpson              | Hokej na lodzie                  |
| 11  | 1932, Los Angeles       | George Maughan            | Boks                             |
| 12  | 1936, Innsbruck         | Walter Kitchen            | Hokej na lodzie                  |
| 13  | 1936, Berlin            | Jim Worrall               | Lekkoatletyka                    |
| 14  | 1948, Sankt Moritz      | Hubert Brooks             | Hokej na lodzie                  |
| 15  | 1948, Londyn            | Bob McFarlane             | Lekkoatletyka                    |
| 16  | 1952, Oslo              | Gordon Audley             | Łyżwiarstwo szybkie              |
| 17  | 1952, Helsinki          | Bill Parnell              | Lekkoatletyka                    |
| 18  | 1956, Cortina d’Ampezzo | Norris Bowden             | Łyżwiarstwo figurowe             |
| 19  | 1956, Melbourne         | Bob Steckle               | Zapasy                           |
| 20  | 1960, Squaw Valley      | Robert Paul               | Łyżwiarstwo figurowe             |
| 21  | 1960, Rzym              | Carl Schwende             | Szermierka                       |
| 22  | 1964, Innsbruck         | Ralf Olin                 | Łyżwiarstwo szybkie              |
| 23  | 1964, Tokio             | Gil Boa                   | Strzelectwo                      |
| 24  | 1968, Grenoble          | Nancy Greene              | Narciarstwo alpejskie            |
| 25  | 1968, Meksyk            | Roger Jackson             | Wioślarstwo                      |
| 26  | 1972, Sapporo           | Karen Magnussen           | Łyżwiarstwo figurowe             |
| 27  | 1972, Monachium         | Alfred Rogers             | Judo                             |
| 28  | 1976, Innsbruck         | Dave Irwin                | Narciarstwo alpejskie            |
| 29  | 1976, Montreal          | Abby Hoffman              | Lekkoatletyka                    |
| 30  | 1980, Lake Placid       | Ken Read                  | Narciarstwo alpejskie            |
| 31  | 1984, Sarajewo          | Gaétan Boucher            | Łyżwiarstwo szybkie              |
| 32  | 1984, Los Angeles       | Alex Baumann              | pływanie                         |
| 33  | 1988, Calgary           | Brian Orser               | Łyżwiarstwo figurowe             |
| 34  | 1988, Seul              | Carolyn Waldo             | Pływanie synchroniczne           |
| 35  | 1992, Albertville       | Sylvie Daigle             | Short track, Łyżwiarstwo szybkie |
| 36  | 1992, Barcelona         | Mike Smith                | Lekkoatletyka                    |
| 37  | 1994, Lillehammer       | Kurt Browning             | Łyżwiarstwo figurowe             |
| 38  | 1996, Atlanta           | Charmaine Crooks          | Lekkoatletyka                    |
| 39  | 1998, Nagano            | Jean-Luc Brassard         | Narciarstwo dowolne              |
| 40  | 2000, Sydney            | Caroline Brunet           | Kajakarstwo                      |
| 41  | 2002, Salt Lake City    | Catriona Le May Doan      | Łyżwiarstwo szybkie              |
| 42  | 2004, Ateny             | Nicolas Gill              | Judo                             |
| 43  | 2006, Turyn             | Danielle Goyette          | Hokej na lodzie                  |
| 44  | 2008, Pekin             | Adam Van Koeverden        | Kajakarstwo                      |
| 45  | 2010, Vancouver         | Clara Hughes              | Kolarstwo, Łyżwiarstwo szybkie   |
| 46  | 2012, Londyn            | Simon Whitfield           | Triathlon                        |
| 47  | 2014, Soczi             | Hayley Wickenheiser       | Hokej na lodzie                  |
| 48  | 2016, Rio de Janeiro    | Rosannagh Maclennan       | Gimnastyka                       |
| 49  | 2018, Pjongczang        | Tessa Virtue / Scott Moir | Łyżwiarstwo figurowe             |